# Oberkommando der Wehrmacht
Het Oberkommando der Wehrmacht (OKW) werd in 1938 opgericht en was het opperbevel van de Duitse strijdkrachten (Wehrmacht) die de coördinatie op zich moest nemen van de Duitse landmacht (Heer), zeemacht (Kriegsmarine) en luchtmacht (Luftwaffe). Elke strijdkracht had een eigen opperbevel die rapporteerde aan het OKW; het Oberkommando des Heeres (OKH) voor de landmacht, het Oberkommando der Kriegsmarine (OKM) voor de zeemacht en het Oberkommando der Luftwaffe (OKL) voor de luchtmacht. Wegens de heersende rivaliteit tussen het OKW en het OKH en de negatieve invloed die het had op de operaties besliste Hitler in 1941 dat het Oberkommando des Heeres het opperbevel van de Duitse strijdkrachten aan het Oostfront moest opnemen en het OKW dat van alle overige oorlogstheaters. Vanaf 1941 waren er dus twee militaire opperbevelstructuren in het Derde Rijk.
Van 1938 tot 20 april 1945 was het hoofdkwartier van het OKW gevestigd te Wünsdorf bij Zossen, ruim 30 km ten zuiden van Berlijn. Het was grotendeels ondergebracht in het bunkercomplex „Maybach II“ (zie: Zossen#Militaire geschiedenis).

## Achtergrond
Op 16 maart 1935 beval Adolf Hitler een grootschalige reorganisatie van de Reichswehr. De nieuwe Wehrmacht zou initieel worden opgebouwd rond 36 divisies en 12 legerkorpsen, een marine (de zogenaamde Kriegsmarine) en een luchtmacht (de zogenaamde Luftwaffe). Het opperbevel werd waargenomen door Werner von Blomberg, de Minister van Oorlog. In 1938 werden na de Blomberg-Fritschaffaire Minister van Oorlog Werner von Blomberg en de Bevelhebber van het Heer, de zogenaamde Oberbefehlshaber des Heeres (OBdH) Werner Freiherr von Fritsch ontslagen en Hitler ontbond het Ministerie van Oorlog (Reichswehrministerium) waarna op 4 februari 1938 het Oberkommando der Wehrmacht (OKW) werd opgericht.

## OKW versus OKH
In theorie was het OKW het opperbevel van de Duitse strijdkrachten (Wehrmacht) die de coördinatie op zich moest nemen van de drie legermachten; de Duitse landmacht (Deutsches Heer), de Duitse zeemacht (Kriegsmarine) en de Duitse luchtmacht (Luftwaffe). In de praktijk bleek dat het OKW de persoonlijke Generale staf was van Adolf Hitler die zijn ideeën moest omzetten in uitvoerbare plannen en die in de beginjaren van de Tweede Wereldoorlog weinig gezag uitoefende over de drie andere bevelstructuren; het Oberkommando des Heeres (OKH), het Oberkommando der Luftwaffe (OKL) en het Oberkommando der Kriegsmarine (OKM). Er ontstond vooral een grote rivaliteit tussen het OKW en het OKH daar de meeste militaire operaties van nazi-Duitsland tijdens de Tweede Wereldoorlog acties waren van het Heer (met luchtondersteuning). Hitler ondersteunde echter zijn OKW waardoor het OKW naarmate de oorlog vorderde meer en meer gezag kon uitoefenen over het OKH. In 1941 besliste Hitler dat het Oberkommando des Heeres (OKH) het opperbevel van de Duitse strijdkrachten aan het oostfront moest opnemen en het OKW dat van alle overige oorlogstheaters ( West-Europese front, Noord-Afrikaanse front en Italiaanse front).

## Organisatie OKW

### Afdelingen
Het OKW had zes afdelingen:
1. Wehrmacht-Zentral-Abteilung,
2. Wehrmacht-Führungsamt. (Vanaf 1940 veranderde de naam in Wehrmachtführungsstab),
3. Amt Ausland / Abwehr (militaire spionage),
4. Allgemeines Wehrmachtsamt,
5. Wehrwirtschaftsamt,
6. Justitzdienststelle.

### Bevelhebbers
1. Chef van het Opperbevel van de Duitse Strijdkrachten (Chef OKW)
- Wilhelm Keitel -- vanaf februari 1938. Het OKW werd gedurende de gehele Tweede Wereldoorlog geleid door Wilhelm Keitel, die rechtstreeks rapporteerde aan Adolf Hitler. Deze laatste gaf zichzelf vanaf 4 februari 1938 de titels Obersterbefehlshaber der Wehrmacht (opperbevelhebber) en Oberbefehlshaber des Heeres (hoofd van het OKH).

2. Adjudant van de Chef OKW 
- Ernst John von Freyend -- vanaf 15 maart 1942

3. Chef Operaties OKW 
- Alfred Jodl -- vanaf 26 augustus 1939

4. Stafofficier van de Chef Operaties OKW (WFSt) 
- Eckhard Christian -- van januari 1941 tot 25 augustus 1943 met overgangsperiode tot 31 oktober 1943
- Heinz Waizenegger -- van 1 november 1943 tot 28 februari 1944
- Hermann Brudermüller -- vanaf 1 maart 1945.

5. Adjudant van de Chef WFSt 
- Heinz Waizenegger -- van 1 mei 1943 tot 31 oktober 1943
- Herbert Büchs -- vanaf 1 november 1943.

6. Vice Chef WFSt 
- Walter Warlimont -- van januari 1942 tot 5 september 1944.
- August Winter -- vanaf 5 november 1944.

7. Eerste officier van het algemeen hoofdkwartier van de landmacht in het WFSt 
- Horst Baron Treusch von Buttlar-Brandenfels -- van 12 januari 1942 tot augustus 1944.
- Wilhelm Meyer-Detring -- vanaf 20 augustus 1944.

8. Eerste officier van het algemeen hoofdkwartier van de luchtmacht in het WFSt 
- Berg
- Boehm-Tettelbach

9. Eerste officier van de Admiraliteit in het WFSt 
- Wolf Junge -- tot 24 augustus 1943. Ook tussen 4 november 1944 en 10 januari 1945.
- Heinz Assmann -- vanaf 25 augustus 1943

10. Chef van het legerhoofdkwartier van het OKW en Chef van de bewapening van de strijdkrachten 
- Walter Buhle -- januari 1942

11. Representatieve Militaire geschiedenis aan de Führer 
- Walter Scherff -- vanaf 17 mei 1942,